# Yak-43戰鬥機
Yak-43 (俄语：Як-43) 是Yak-141的改良型，但只停留在概念設計階段，從未生產過。與Yak-141一樣，Yak-43基於垂直升降設計必須只使用一個主發動機，以及兩個專門用於垂直升力的發動機。同時，Yak-43還加入了隱形技術考量的設計，整體設計與F-35相似。其後雅科夫列夫還進一步改良成Yak-201，可是最終Yak-141、Yak-43和Yak-201的計劃都一一被終止，只有Yak-141曾生產過兩架原型機。

## 外部連結
- 像鳥兒一樣騰飛 （页面存档备份，存于）
- Hayles, John. "Yakovlev Yak-41 'Freestyle'". （页面存档备份，存于） Aeroflight, 28 March 2005. Retrieved: 3 July 2008.